# 大永の五月崩れ
大永の五月崩れ（たいえいのさつきくずれ）は、大永4年（1524年）5月に起こった尼子経久の伯耆進攻をいう。近年の研究によれば『伯耆民談記』にあるような尼子氏の電撃作戦的な侵入ではなく永正年間から段階的に進出していたことが明らかになっている。

## 従来の定説
山名方の米子城、淀江城、天万城、尾高城、不動ガ嶽城、八橋城は一朝にして攻め落とされ、更に倉吉、岩倉城、堤城、羽衣石城も順次落城し、伯耆一円が尼子領となる。
この合戦により国中で戦死する者が数知れず、死者が町に満ち溢れ、村々の放火の煙が空を覆い、神社仏閣の殆どが兵火に焼かれたという。

## 近年の研究の結果
この「大永の五月崩れ」は江戸時代に書かれた『伯耆民談記』に見えるものであり、1960年代～70年代に出された『鳥取県史』などでそのまま、史料批判もなしに採用されたため現在でもあたかも通説のようにされている。ただ、この五月崩れの存在は後世の地方誌にのみ見えるものであり、これを証明する1級史料というものは存在しない。1980年代後半になると少しずつ五月崩れの実態が解明されるようになり、当時の状況からそのようなことは起こり得ないことが明らかにされた。

### 大永の五月崩れの真相
現在においては大永の五月崩れについて次のように解釈されている。
1. 「大永の五月崩れ」は尼子氏による電撃作戦的なものではない。
2. 尼子氏は永正年間より伯耆山名氏の守護職を巡る内紛に介入し、大永年間までに山名澄之を守護に就かせ、守護代に尼子晴久を送って守護家を統制下に置いた。
3. 上記の段階で西伯耆には尼子氏の支配基盤が築かれた。尼子氏は、西伯耆南部の日野衆を懐柔し、日野郡を直轄領化させると並行して西伯耆北部の国人衆の追放、掌握を行い、基盤を強固なものに築き上げていった。ただ、この時点での尼子氏の支配は西伯耆に限定されていた。
4. 尼子氏は天文年間の初期より東伯耆への進出を開始した。当時の東伯耆は美作の勢力と手を結ぶ反尼子勢力が存在しており、これには尼子氏の守護家統制に不満を持つ山名澄之も加わっていた。しかし、天文2年（1533年）の山名澄之の死去を境にこの勢力は衰え、天文9年（1540年）頃を目安に東伯耆も尼子氏の支配下に置かれた。
5. 従来の説では山名澄之を始めとする伯耆の有力勢力は尽く追放されたとされていたが、それは大きな誤りであり、尼子氏の傘下に入った者が存在したことが分かっている。中世史研究家の高橋正弘の研究で次のように明らかになっている。
  - 尼子の傘下に入った主な者
    - 日野氏・日野山名氏・蜂塚氏ら日野衆、河岡氏、片山氏、福頼氏、小鴨氏、南条氏など

  - 国外へ退去した主な者
    - 山田氏、行松氏、村上氏など
6. 上記の中で国外に退去した者は主に大内氏や但馬山名氏を頼った。当初、尼子与党であった南条氏は後に尼子氏より離れ、羽衣石城からも退去することになった。この他の尼子氏傘下の国人のほとんども後に毛利氏の支援を受けて旧領を回復した。

以上のような過程を踏んで尼子氏は伯耆に進出し、一円を支配していったと考えられている。ただ、その支配は西と東で大きく違っており、東伯耆地域は天文11年（1542年）の大内義隆の月山富田城攻めに南条氏が参加していることから分かるように不安定な地域であった。そのため、天文21年（1552年）には尼子晴久が伯耆守護職を得たといっても、その支配は全域に及んでいるわけではなく西伯耆と美作を尼子氏が積極的に統治はしていたが、東伯耆は南条氏などは一定の裁量権を持って尼子氏の傘下に入っていた。
晴久の死後、永禄5年（1562年）に入ると雲芸和議により毛利へと寝返った本城常光の後を追うように尼子氏勢力下にあった国人衆が毛利氏に降伏、更には同氏の支援を受けた国人衆が続々と旧領を回復、尼子勢力は西伯耆より駆逐されたのであった。以降は東伯耆と美作間で毛利氏・三村氏と尼子氏は激戦を繰り広げることになった。